# K Ramsel FC
Maillots
Dernière mise à jour : 3 août 2017.
Le Koninklijke Ramsel Football Club est un club de football belge, basé dans le village de Ramsel, en province d'Anvers. Le club, porteur du matricule 436, a disputé 6 saisons en Promotion durant les années 1970. Il évolue en quatrième provinciale lors de la saison 2017-2018, le plus bas niveau du football belge.

## Histoire
Le Ramsel Football Club est fondé en 1924. Le 13 novembre de cette année-là, il s'affilie à l'Union Belge, qui le verse dans la plus basse série régionale anversoise. En décembre 1926, le club reçoit le matricule 436. Durant les années 1930, le club fait plusieurs fois l'ascenseur entre la troisième provinciale, le plus bas niveau de la province à cette époque, et la deuxième régionale, le niveau directement supérieur.
Après la Seconde Guerre mondiale, le club reste pendant plus de quinze saisons au plus bas niveau. Le 2 décembre 1955, le club est reconnu « Société Royale » et devient le Koninklijke Ramsel Football Club. En 1960, il remporte le titre dans sa série, et monte en deuxième provinciale. Après quatre saisons, il est relégué. En 1967, il remporte à nouveau sa série, et remonte en « P2 ». Trois ans plus tard, il remporte un nouveau titre, et monte pour la première fois en première provinciale. Après trois saisons, il décroche le titre provincial, et est promu pour la première fois de son Histoire en Promotion en 1973.
Les deux premières saisons du K. Ramsel FC en nationales sont difficiles, le club doit lutter pour son maintien. En 1976, il obtient son meilleur classement historique avec une troisième place. Après deux saisons conclues en milieu de classement, le club termine avant-dernier en 1979 et doit redescendre en première provinciale, après six saisons consécutives disputées au niveau national. Depuis lors, il n'est plus jamais remonté en Promotion.
La chute du club se poursuit durant les années 1980. Relégué en deuxième provinciale en 1982, il tombe en « P3 » en 1986, puis en « P4 » deux ans plus tard pour la première fois. Il remonte directement un an plus tard, puis retrouve la « P2 » en 1992. Ce retour ne dure que deux saisons, le club chutant à nouveau en troisième provinciale, niveau qu'il n'a plus jamais dépassé depuis. En 1996, Ramsel rechute à nouveau en quatrième provinciale. Mis à part un passage en « P3 » lors de la saison 2003-2004, il n'a plus jamais quitté le dernier niveau du football belge depuis.

## Résultats dans les divisions nationales
Statistiques mises à jour au 21 juin 2013

### Bilan
| Niv | Divisions     | Jouées | Titres | TM Up | TM Down |
| --- | ------------- | ------ | ------ | ----- | ------- |
| I   | 1re nationale | 0      | 0      |       |         |
| II  | 2e nationale  | 0      | 0      |       |         |
| III | 3e nationale  | 0      | 0      |       |         |
| IV  | 4e nationale  | 6      | 0      |       |         |
| V   | 5e nationale  | 0      | 0      |       |         |
|     |               |        |        |       |         |
|     | TOTAUX        | 6      | 0      | 0     | 0       |

- TM Up : test-match pour départager des égalités, ou toutes formes de Barrages ou de Tour final pour une montée éventuelle.
- TM Down : test-match pour départager des égalités, ou toutes formes de Barrages ou de Tour final pour le maintien.

### Classements saison par saison
| Ordre               | Saison  | Nom du club  | Niveau            | Classement final | Remarques |
| ------------------- | ------- | ------------ | ----------------- | ---------------- | --------- |
| 1                   | 1973-74 | K. Ramsel FC | Promotion série D | 12e/16           |           |
| 2                   | 1974-75 | K. Ramsel FC | Promotion série C | 10e/16           |           |
| 3                   | 1975-76 | K. Ramsel FC | Promotion série B | 3e/16            |           |
| 4                   | 1976-77 | K. Ramsel FC | Promotion série C | 12e/16           |           |
| 5                   | 1977-78 | K. Ramsel FC | Promotion série B | 8e/16            |           |
| 6                   | 1978-79 | K. Ramsel FC | Promotion série C | 15e/16           | Relégué!  |
| séries provinciales |         |              |                   |                  |           |

### Sources et liens externes
- (nl) « Fiche de l'équipe », sur Belgian Soccer Database
- (nl) Site officiel du club